# Groń (powiat wadowicki)
Groń – osada w Polsce położona w województwie małopolskim, w powiecie wadowickim, w gminie Andrychów.
W latach 1975–1998 miejscowość należała administracyjnie do województwa bielskiego.